# FreeType
FreeType é um programa (software library) de renderização de fontes escrito na linguagem de programação C. É utilizado para tratar e rasterizar caracteres em bitmaps, para além de suportar outras funções.
Vários formatos de fontes são suportados, como o TrueType, PostScript Type 1, Type 2 e OpenType.
A sua atual versão "é projetada para ser pequena, eficiente, altamente customizável, e portável enquanto é capaz de produzir saídas de alta qualidade (imagens de Glifo).
O FreeType é Open Source, disponível em dois tipos de licenças: GNU e outra baseada em BSD, com uma cláusula de créditos. Os autores citados na licença são David Turner, Robert Wilhelm, e Werner Lemberg.

## Principais usos
A biblioteca Freetype pode ser usada como base para bibliotecas gráficas, conversão de fontes, renderização de fontes em imagens e figuras, assim como em diversas aplicações que trabalham com computação gráfica.
Geralmente, a biblioteca é solicitada para o funcionamento adequado de vários softwares gráficos atuais que estão no mercado.

## Versões
| Versão | Data de Lançamento     |
| ------ | ---------------------- |
| 1.3.1  | 20 de dezembro de 1999 |
| 2.1.3  | 17 de novembro de 2002 |
| 2.1.5  | 9 de julho de 2003     |
| 2.1.9  | 23 de junho de 2004    |
| 2.1.10 | 13 de junho de 2005    |
| 2.2.1  | 13 de maio de 2006     |
| 2.3.5  | 2 de julho de 2007     |
| 2.3.7  | 29 de junho de 2008    |
| 2.3.11 | 10 de outubro de 2009  |
| 2.4.4  | 1 de dezembro de 2010  |
| 2.4.8  | 15 de novembro de 2011 |
| 2.4.11 | 20 de dezembro de 2012 |
| 2.4.12 | 8 de maio de 2013      |